# Aeroportul Rampart
Aeroportul Rampart (IATA: RMP, FAA LID: RMP) este un aeroport din Alaska, Statele Unite ale Americii ce deservește zona Rampart⁠(d). Aeroportul a fost tranzitat în 2019 de 798 de pasageri. A fost numit după zona deservită.
Situat la o altitudine de 94 m, aeroportul dispune de 1 pistă.

## Infrastructură

### Piste
Aeroportul dispune de o singură pistă. Pista 11/29 are suprafața de pietriș și dimensiunile 3.520 picioare × 75 picioare. 